# Бар де Семији
Бар де Семији (фр. Barre-de-Semilly) насеље је и општина у северној Француској у региону Доња Нормандија, у департману Манш која припада префектури Сен Ло.
По подацима из 2011. године у општини је живело 948 становника, а густина насељености је износила 122,48 становника/km². Општина се простире на површини од 7,74 km². Налази се на средњој надморској висини од 155 метара (максималној 166 m, а минималној 48 m).

## Демографија
| 1962. | 1968. | 1975. | 1982. | 1990. | 1999. | 2011. |
| ----- | ----- | ----- | ----- | ----- | ----- | ----- |
| 360   | 403   | 513   | 621   | 656   | 792   | 948   |

График промене броја становника у току последњих година